# Graellsia integrifolia
Graellsia integrifolia là một loài thực vật có hoa trong họ Cải. Loài này được (Rech.f.) Rech.f. mô tả khoa học đầu tiên năm 1951.